# Rich Piana
Rich Piana (26. září 1970, Glendale, Kalifornie – 25. srpna 2017, Clearwater, Florida) byl americký kulturista, herec a populární YouTuber s více než 1 200 000 odběrateli. Proslavil se především svými videi, ve kterých se zabýval problematikou anabolických steroidů a kulturistiky.

## Život
Narodil se v Los Angeles v Kalifornii. Matka i otec se zabývali profesionální kulturistikou, a tak Rich často navštěvoval posilovnu s rodiči již v dětství a sledoval ostatní cvičence. V 11 letech se rozhodl začít s kulturistikou. První kulturistické soutěže se zúčastnil v 15 letech.

## Úmrtí
11. srpna 2017 prodělal Rich Piana zástavu srdce, když mu jeho přítelkyně Chanel Renee v koupelně stříhala vlasy. Rich se při pádu udeřil do hlavy. Chanel zavolala záchrannou službu a podle pokynů operátora prováděla resuscitaci. Po příjezdu záchranářů sama zkolabovala a musela být ošetřena v sanitním voze. Záchranářům se po 20 minutách podařilo Richovi obnovit srdeční funkci. Zemřel po 2 týdnech v umělém spánku dne 25. srpna 2017. Je pohřben na hřbitově Forest Lawn Memorial Park v Hollywoodu.

## Kulturistika a média
Rich Piana veřejně přiznal užívání anabolických steroidů již od svých 18 let. Po téměř 26 letech užívání extrémních dávek anabolických steroidů prohlásil, že jejich užívání nelituje a naopak pokračuje v navyšování dávek. Výhra na prestižní soutěži NPC California Championships, kterou vyhrál v 18 letech mu zajistila dostatečné předpoklady k dosáhnutí vrcholu v kulturistice. V posledních letech vzhledem k jeho mediální popularitě již nesoutěžil.
Rich Piana se objevil v seriálu Scrubs: Doktůrci, v pořadu Ripleyho věřte nevěřte a v seriálu Mutant: Leaving Humanity Behind. Hrál též vedlejší roli ve filmu Planeta opic (2001).

### Soutěže
- 2009 NPC Sacramento Pro - 1. místo
- 2009 NPC Border States Classic XXX Bodybuilding, Fitness & Figure Championships - 1. místo
- 2009 NPC Border States Classic XXX Bodybuilding, Fitness & Figure Championships - 1. místo
- 2003 NPC USA Championships - 11. místo
- 1999 NPC USA Championships - 7. místo

### Míry[5]
- Zápěstí: 22,86 cm
- Předloktí: 45,72 cm
- Biceps: 61 cm